# Kot pri Ribnici
Kot pri Ribnici este o localitate din comuna Ribnica, Slovenia, cu o populație de 127 de locuitori.